# Tugh
Il tug/tugh (mn. туг [tʰʊɡ]; tr. tuğ; ota. طوغ ṭuġ o توغ tuġ; otk. 𐱃𐰆𐰍, romanizzato tuğ) o tuman tugh, anche sulde (mn. сүлд; bo. བ་དན), è un simbolo distintivo tipico della cultura asiatica.
Storicamente, fu utilizzato da tribù turche come la Confederazione Tuğluğ e anche durante il periodo dell'Impero mongolo, e successivamente utilizzato nei khanati turco-mongoli derivati. Passò poi all'Impero ottomano, uno stato fondato dalle tribù turche oghuz.  Nel XVII secolo, fu adottato anche dalla cavalleria slava (cosacchi, haidamaka) con il nome di bunchuk (uk. Бунчук; pl. Buńczuk) dalla parola turca originale boncuk. È ancora utilizzato da alcune unità dell'esercito polacco.

## Descrizione

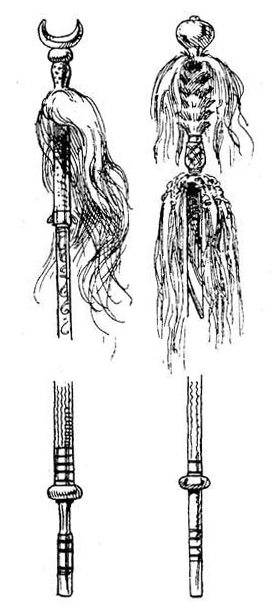
Tugh catturati da Ferdinando II d'Austria nell'Ungheria ottomana nel 1556 - ill. in Boeheim 1890

Il tug consiste in un pomo di lancia adornato con pelo di yak o di cavallo, usato come stendardo da diverse popolazioni asiatiche. Ai turchi ottomani sembra sia giunto direttamente come eredità dall'Impero mongolo.
All'interno del sistema di onorificenze dell'Impero ottomano, esso era utilizzato come segno distintivo militare sul campo sin dalle epoche più remote con la seguente gerarchia:
- 7 tugh = Sultano
- 5 tugh = Gran Visir
- 2 tugh = Emiro
- 1 tugh = Bey

Data la sua funzione di vessillo, esso era sovente sostenuto da un apposito vessillifero, il "portatore di tugh", che accompagnava il dignitario insignito.
L'onorificenza cadde in disuso dall'epoca moderna.

## Storia

### Origini
Secondo Gerard Clauson, la parola turca tu:ğ, per gli standard tradizionali turchi fatti di code di cavallo o mazzi di crine di cavallo, è stata presa in prestito dal cinese medio * dok纛 "stendardo" (da cui il cinese standard dú ). Tuttavia, secondo il linguista Sevan Nişanyan, autore del primo dizionario etimologico turco, è più probabile in termini di storia culturale che la parola cinese tu o dú sia presa in prestito dal turco o dal mongolo. Quindi, gli osservatori cinesi, che forse hanno visto per primi il concetto nomade di tug dai loro vicini turchi o mongoli a nord, hanno affermato che i Göktürk medievali mostravano un tuğ decorato con una testa di lupo all'ingresso del loro campo per non dimenticare la loro mitica origine da un'antenata lupa. Una confederazione tribale del Khaganato turco occidentale, la Duolu, prese forse il nome da tuğ, se l'antico turco Tuğluğ (𐱃𐰆𐰍𐰞𐰍), che significa "avere bandiere (stendardi)".
Era usato anche dalle tribù mongole. Lo stendardo dai peli bianchi era usato come simbolo in tempo di pace, mentre lo stendardo nero era per il tempo di guerra. L'uso della coda di cavallo era fortemente simbolico dato che i cavalli erano fondamentali per il sostentamento dei mongoli. Questo è simile all'uso dei peli della coda di cavallo per il morin khuur. Lo stendardo bianco originale è scomparso all'inizio della storia ma quello nero è sopravvissuto come deposito dell'anima di Gengis Khan. I mongoli continuarono a onorare lo stendardo e Zanabazar (1635–1723) costruì un monastero con la missione speciale di sventolare e proteggere lo stendardo nero nel XVII secolo. Intorno al 1937, la bandiera nera scomparve tra le grandi purghe dei nazionalisti, dei monaci e degli intellettuali e la distruzione dei monasteri.

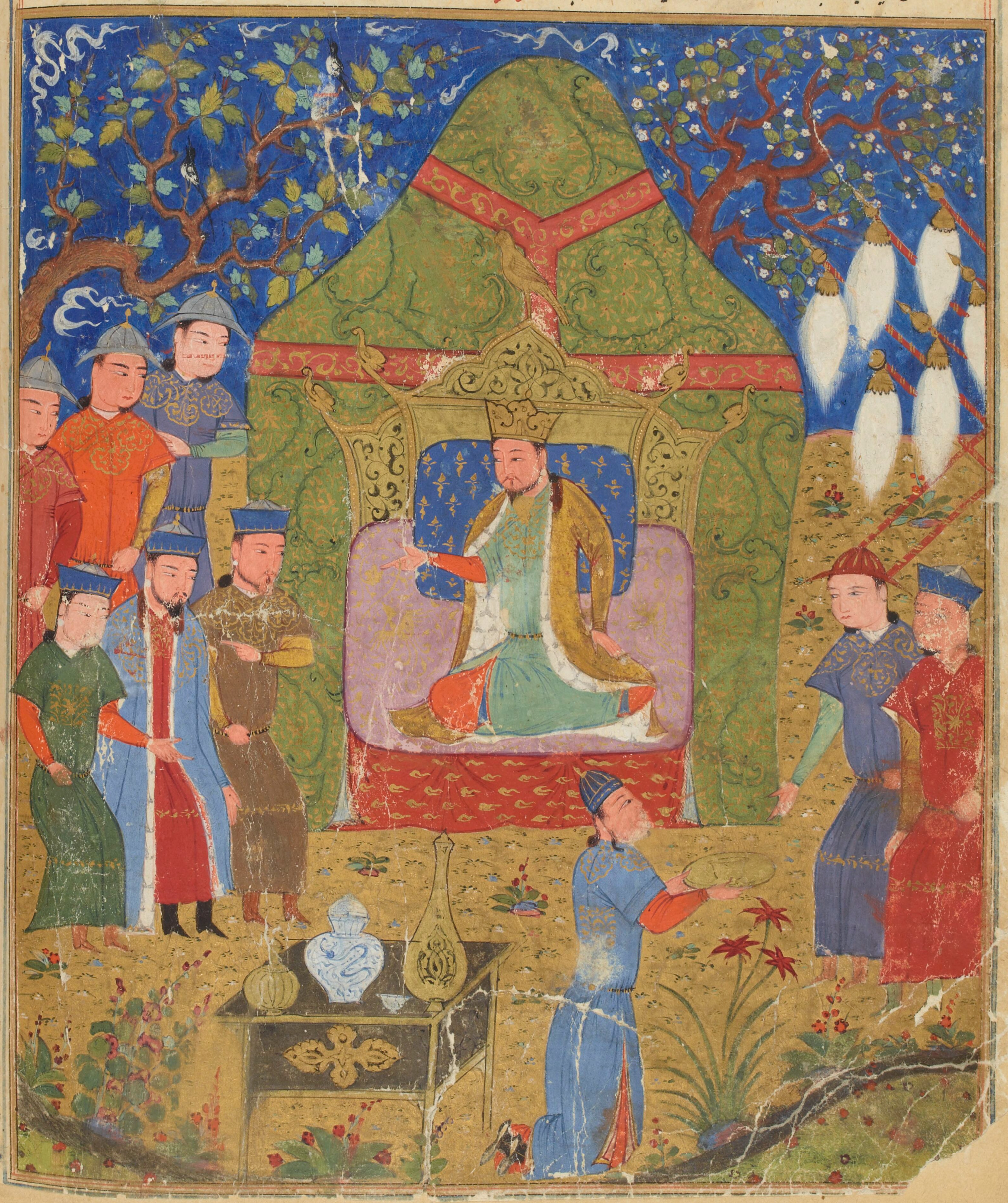
Gengis Khan proclamato Khagan di tutti i mongoli - i tugh bianchi sono visibili sulla dx - ill. in "Storia del mondo" di Rashid al-Din (BNF Supplément persan 1113, fol. 44v)
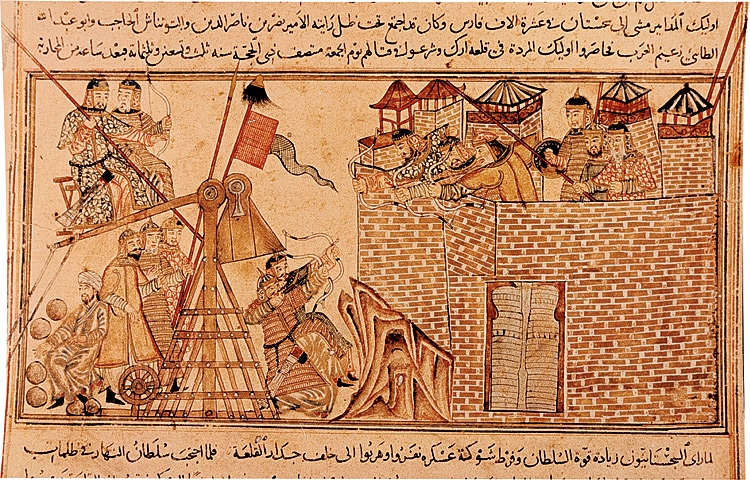
I Mongoli assediano una città mediorientale - il tugh nero s'intravede dietro il trabucco - miniatura del primo Trecento da un ms. della "Storia del mondo" di Rashid al-Din (Biblioteca dell'Università di Edimburgo)

### Età contemporanea
All'interno delle forze armate della Mongolia, il tugh nero è utilizzato come fastigio degli stendardi, mentre il tugh bianco è utilizzato dalla Guardia d'onore dello stato mongolo e come fastigio dei servizi di sicurezza civile.

#### Stendardi bianchi
Le nove bandiere bianche hanno assunto un significato rinnovato in Mongolia dopo che la democrazia è stata adottata all'inizio degli Anni '90 come simbolo del tradizionale stato mongolo, sostituendo le precedenti bandiere rosse comuniste.
Lo stendardo di stato sventolato dai mongoli, l' Есөн хөлт цагаан туг, è composto da nove aste portabandiera decorate con crini bianchi di coda di cavallo che pendono da una superficie rotonda con una fiamma o una forma simile a un tridente sulla sommità. I Nove Stendardi Bianchi erano un emblema in tempo di pace usato esclusivamente dai Khan davanti alla loro yurta. Lo stendardo centrale è di dimensioni maggiori rispetto al resto ed è posto al centro degli altri otto. I moderni nove stendardi bianchi mongoli sono conservati nel Palazzo del Governo di Ulan Bator. Durante la "Giornata mongolo dell'orgoglio nazionale" si tiene una cerimonia tradizionale per i Nove stendardi bianchi.

#### Stendardi neri
Il Dörvön khölt khar sulde (Дөрвөн хөлт хар сүлд, lett. "Quattro stendardi neri") è stato utilizzato in tempo di guerra. È fatto di peli di coda di cavallo nero e volato nello stesso modo. Secondo la cronaca giapponese illustrata Mōko Shūrai Ekotoba, lo stendardo della flotta mongola Yuan che invase il Giappone era nero. Le moderne bandiere nere mongole sono conservate nella sede del Ministero della Difesa.